# مندوكة متموجة
مندوكة متموجة (الاسم العلمي: Manduca undata) هي نوع من الحشرات تتبع جنس المندوكة من فصيلة العثث الأبو الهول.